# Église Saint-Jean-Baptiste d'Omonville-la-Rogue
L'église Saint-Jean-Baptiste d'Omonville-la-Rogue est un édifice catholique, de la seconde moitié du XIIIe siècle, qui se dresse sur le territoire de l'ancienne commune française d'Omonville-la-Rogue, dans le département de la Manche, en région Normandie.
L'église est classée au titre des monuments historiques.

## Localisation
L'église Saint-Jean-Baptiste est située, contrairement à beaucoup d'églises de la pointe de la Hague, au bourg même, en l’occurrence Omonville-la-Rogue, au sein de la commune nouvelle de La Hague, dans le département français de la Manche.

## Historique
L'église dédiée à saint Jean-Baptiste a été construit dans la seconde moitié du XIIIe siècle, entre 1250 et 1270.
Dans une enquête de 1860 le curé de la paroisse a donné saint Martin comme patron. La présence fréquente de ce dernier dans l'église laisse supposer que son second patron serait saint Martin.

## Description

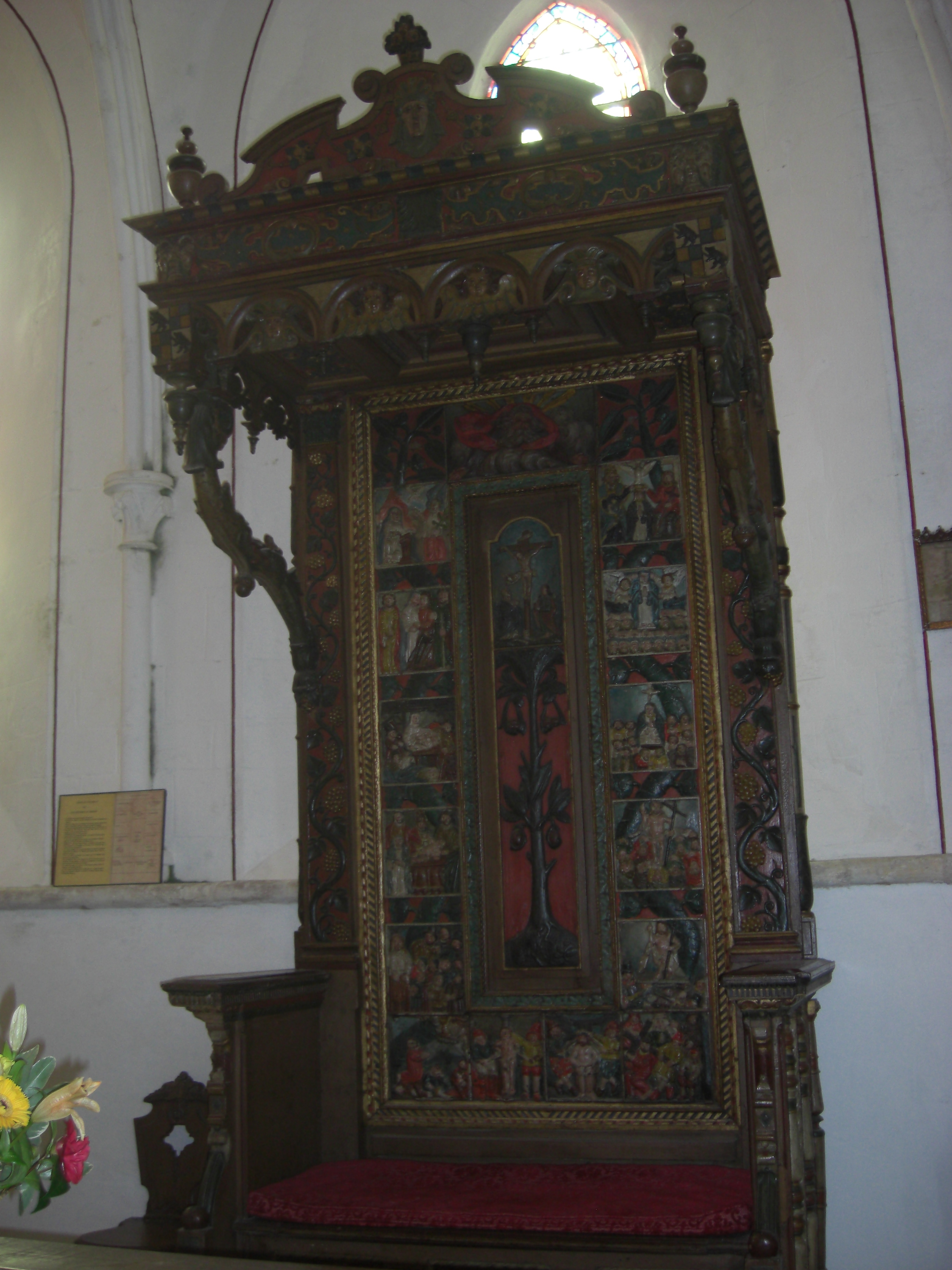
Le trône.

Édifice gothique construit entre 1250 et 1270, l'église se compose d'un chœur et d'une première travée surmontée du clocher, puis de deux travées.
Une chapelle ouvrant sur le chœur est élevée au nord entre 1662 et 1667 par Pierre de Sainte-Mère-Église, à la suite d'une décision du tribunal dans un conflit l'opposant à Jacques de Surtainville sur leurs droits honorifiques dans l'église. Condamné à la même obligation, Jacques de Surtainville ne s'exécuta pas, les deux familles s'étant réunis entre-temps par un mariage.
La sacristie est adjointe à la même époque avant d'être remaniée en 1865 afin de dégager les trois baies du chœur, qu'on dote de vitraux.
Son clocher est coiffé en bâtière avec des dalles en grès à usage d'abat-son, mais aussi d'un clocher-mur sur un des pignons de la bâtière. Il a été restauré au XVIIIe siècle et ses ouvertures agrandies.
La façade occidentale est dépourvu de portail, probablement du fait de la présence d'une tribune appuyée sur les massifs débordant de la travée. L'accès à l'intérieur se faisait par des portails latéraux de façade, dont l'un a été transformé en baptistère en 1667. La tribune est peintes de fresques : martyres de saint Hélier et de saint Thomas Beckett. Ces peintures murales, de la fin du XIIIe siècle, très délabrées, représenteraient l'assassinat de saint Hélier dans la chambre nord, et celui de Thomas Beckett dans la chambre sud,.
L'église d'Omonville témoigne du caractère portuaire du village : graffitis représentant un navire, croix sur l'un des piliers gauches du porche d'entrée, ex-voto de navires, etc.

## Protection
L'église est classée au titre des monuments historiques par arrêté du 9 juin 1971.

## Mobilier
L'église abrite de nombreuses œuvres inscrites au titre objet aux monuments historiques.
L'ornement intérieur possède notamment une statue de Thomas Becket du XVe siècle, et un siège monumental à baldaquin Renaissance issu du château des Ravalet, offert par M. Panzani en 1935. Ce trône composé par René de Tocqueville et orné des armes des Coskaer de Rosanbo et de la Bretagne, agrège quatre panneaux latéraux du XVIe siècle, quatorze bas-reliefs figurant les mystères du Rosaire de la 1re moitié du XVIIe siècle, un bas-relief du Père éternel du XVIIIe siècle, un panneau figurant l’Arbre de vie et la Crucifixion du XVIIe siècle, deux pilastres ornés de pampres de la fin du XVIIIe, début XIXe siècle, et un baldaquin avec deux consoles. Sont également inscrits au titre objet : des bénitiers du XVIe siècle ainsi que des fonts baptismaux du XVIIIe siècle. L'église abrite également une Vierge à l'Enfant, une statuaire dont un saint évêque du XVIe siècle et une verrière du XXe siècle.